# 大德爾韋尼克島
43°26′39″N 16°08′44″E / 43.444226°N 16.145439°E

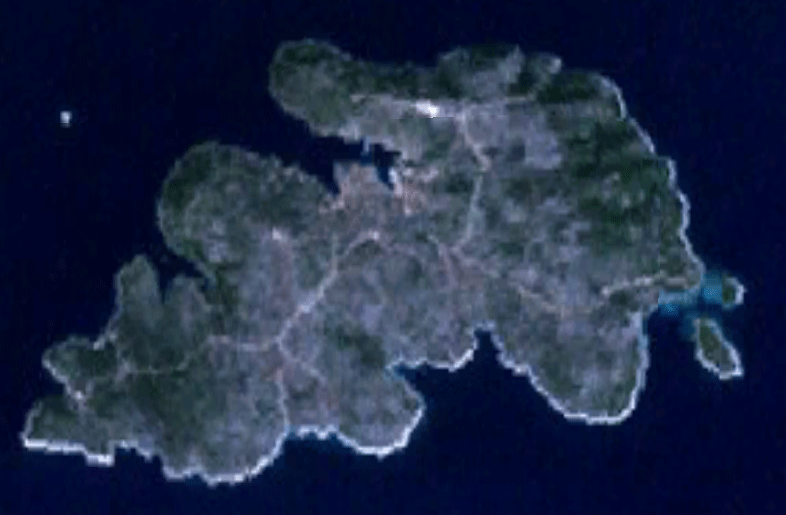

大德爾韋尼克島是克羅地亞的島嶼，位於亞得里亞海，由斯普利特-達爾馬提亞縣負責管轄，面積12.07平方公里，最高點海拔高度177米，2001年年人口168。

## 外部連結
- （克羅埃西亞文） Web site dedicated to Drvenik veliki（页面存档备份，存于）